# Знак Білоруської військової комісії
Зна́к (кока́рда) Білору́ської військо́вої комі́сії — знак та кокарда Білоруської військової комісії доби БНР та часів в Уряду БНР в екзилі.
Дата заснування знаку невідома, але на фотографії посвідчення члена Білоруської військової комісії, виданого 6 червня 1920 року знак присутній на лацкані піджаку Антона Борека. Припускається, що даний знак виготовлено не пізніше травня 1920 року.
З літа 1920 року використовувався як розпізнавальний знак члена Білоруської військової комісії із спеціально відтиснутим з жовтого металу овальну кокарду з щитом у середині, на якому зображено лицаря «Погоня».
У 1920-ті роки використовувався як значок для учнів Вільнюської білоруської гімназії. 
Екземпляр знаку (кокарди) Білоруської військової комісії зберігається у фондах Національного історичного музею України, куди він потрапив після Другої світової війни з Українського музею визвольних змагань. 
У 1930-ті роки Український музей визвольних змагань розміщувався у Празі. В цей момент там само розміщувався уряд БНР в екзилі. Частина білорусів за домовленостями між владою Української Народної Республіки та Білоруської Народної Республіки навчалась в українських інституціях, розташованих в Чехословаччині. За припущенням дослідників, студенти-білоруси могли передати в український музей знак Білоруської Військової Комісії.  

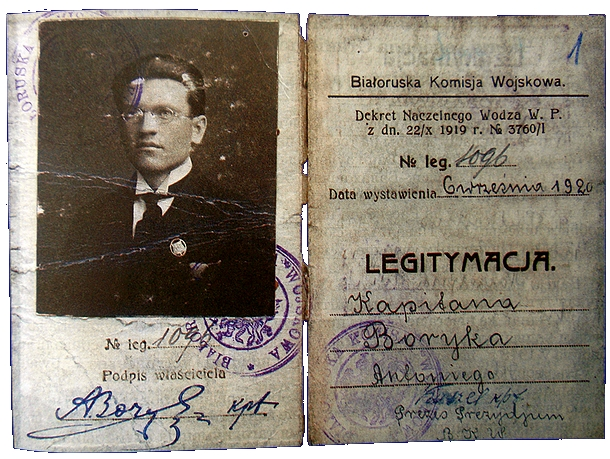
Посвідчення члена Білоруської військової комісії Антона Борека, видане 6 червня 1920 року. На лацкані піджаку знак Білоруської військової комісії

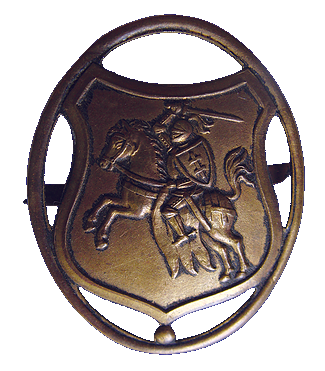
Аверс
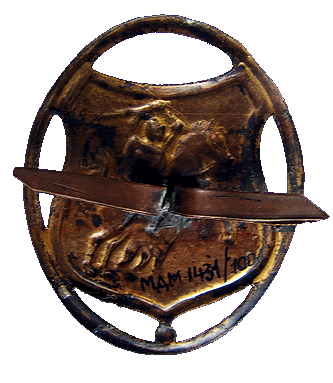
Реверс